# Américo Tissera
Américo Tissera (nacido el 20 de junio de 1930) es un exfutbolista argentino. Se desempeñaba como arquero y debutó profesionalmente en Rosario Central.

## Carrera

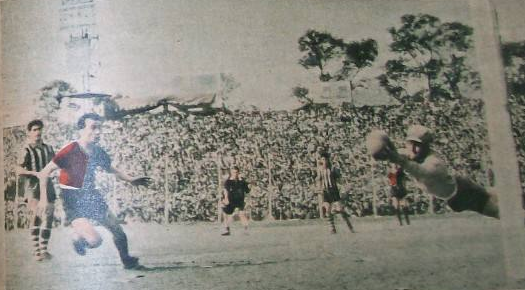
Partido del 14 de agosto de 1955, Rosario Central 1-Newell's 1. El arquero de Central Américo Tissera conjura con una volada un ataque rival.

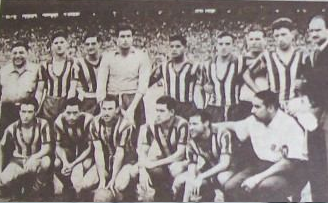
Formación de Rosario Central que venció a Newell's el 4 de diciembre de 1955 por 2-1. Parados: Alberto Ducca, Juan Carlos Biagioli, Américo Tissera, Néstor Lucas Cardoso, Carlos Álvarez, Miguel La Rosa; hincados: Isidoro Tisera, Antonio Gauna, Roberto Appiciafuocco, Oscar Massei, Antonio Vilariño.

Su primer partido oficial en el equipo mayor del canalla se produjo el 14 de noviembre de 1948, cuando tras decretarse una huelga de futbolistas profesionales, los clubes decidieron continuar con el Campeonato de Primera División con jugadores juveniles, dando lugar a numerosos debuts. Rosario Central goleó a Racing Club por 6-2 en Arroyito. Al año siguiente fue uno de los tres guardavallas de Central en la temporada, siendo Tissera el que menos partidos jugó con nueve presencias.
En 1951 formó parte de un equipo denominado Rosario Wanders o Wanders Argentina, que se armó con mayoría de futbolistas rosarinos a espaldas de sus clubes, con destino a la por entonces liga pirata colombiana. Viajaron para jugar partidos de exhibición que les permitiera ser fichados por algún club; la empresa tuvo resultado exitoso, ya que el recientemente fundado Deportes Quindío incorporó al equipo completo. Tissera se erigió como titular indiscutido en el arco cuyabro hasta fines de 1954, cuando debió retornar a Rosario Central. Fue subcampeón de la Liga de 1953.
A partir del llamado Pacto de Lima, por el cual la FIFA reintegraó a Colombia su afiliación, surgió el compromiso por parte de la federación del país cafetero de devolver los pases de los futbolistas incorporados durante la era pirata a sus clubes respectivos una vez finalizado 1954. Tissera se reincorporó a Rosario Central para disputar el Campeonato de Primera División 1955, junto a Alberto Cazaubón, Orlando Cuello y Antonio Vilariño. Disputó 21 de los 30 partidos del equipo entrenado por Alfredo Fógel. Dejó Rosario Central al finalizar el torneo sumando 32 presencias en sus dos ciclos en el club.
En 1956 pasó a Sportivo Belgrano de San Francisco, con el que obtuvo la Liga Cordobesa de Fútbol de ese año. En 1958 defendió la valla de Sarmiento de Leones, con el cual ganó en esa temporada dos títulos: la Liga Independiente de Marcos Juárez y la Liga Cañadense de Fútbol. Retornó a tierras colombianas al año siguiente, vistiendo nuevamente el buzo de arquero de Deportes Quindío. Su presencia se prolongó hasta 1963, sumando 218 partidos en sus dos etapas en el club.

## Clubes
| Club                               | País      | Año       |
| ---------------------------------- | --------- | --------- |
| Rosario Central                    | Argentina | 1948-1949 |
| Deportes Quindío                   | Colombia  | 1951-1954 |
| Rosario Central                    | Argentina | 1955      |
| Sportivo Belgrano de San Francisco | Argentina | 1956-1957 |
| Sarmiento de Leones                | Argentina | 1958      |
| Deportes Quindío                   | Colombia  | 1959-1963 |

## Palmarés
| Equipo              | País      | Título                              | Año  |
| ------------------- | --------- | ----------------------------------- | ---- |
| Sportivo Belgrano   | Argentina | Liga Cordobesa                      | 1956 |
| Sarmiento de Leones | Argentina | Liga Independiente de Marcos Juárez | 1958 |
| Sarmiento de Leones | Argentina | Liga Cañadense                      | 1958 |